# Limoniastrum
Limoniastrum Heist. ex Fabr., 1759 è un genere di piante alofile appartenente alla famiglia delle Plumbaginaceae.

## Tassonomia
Comprende due sole specie
- Limoniastrum guyonianum Durieu ex Boiss.
- Limoniastrum monopetalum (L.) Boiss.